# Ulaqchi Kan
Ulaghchi (Ulaqchi o Ulavchii) Kan (en mongol: Улаагч Хаан, en tártaro: Улакчы хан) (fallecido en 1257) fue el tercer kan de la Horda Azul y la Horda de Oro, gobernando durante menos de un año en 1257.

## Vida
No está claro si Ulaghchi era hijo o hermano menor de Sartaq Kan. Möngke Kan le concedió el título de Kan de la Jochid Ulus (Horda Dorada) en cuanto murió Sartaq. Ulaghchi llegó al poder a la edad de 10 años bajo la regencia de Boraqchin, la khatun de Batú Kan, y el tío de Sartaq, Berke. Sin embargo, murió en el cargo. H. H. Howorth afirmó que abdicó en favor de su tío Berke, porque el joven envió a Rusia a una persona llamada Ulaghchi como su lugarteniente tras ser entronizado.

## Genealogía
- Gengis Kan
- Jochi
- Batú Kan
- Ulaghchi